# Muntiacus truongsonensis
Muntiacus trungsonensis, también conocido como muntíaco de Truong Son, muntíaco de Annamita o muntíaco pigmeo, es una especie de cérvido, originario del continente asiático, que fue descubierto en 1997 en la cordillera Annamita de Vietnam.

## Hábitat y características
Esta especie se encuentra en bosques húmedos con helechos entre los 400 y 1300 metros. Su población está repartida por diversos países: Laos, Vietnam y en menor medida en China.
Como la mayoría de especies de muntíacos se cree que no es una especie gravemente amenazada, aunque preocupa sobremanera la destrucción de su hábitat, principalmente la fragmentación de los bosques y muy especialmente los hábitos de caza de las poblaciones locales.
- Peso: 15 kg.